# ピアット (イタリア)
ピアット（伊: Piatto）は、イタリア共和国ピエモンテ州ビエッラ県にある、人口約500人の基礎自治体（コムーネ）。

## 地理

### 位置・広がり
| 隣接するコムーネは以下の通り。 - ビオーリオ - カッラビアーナ - カマンドーナ - クアレーニャ・チェッレート（クアレーニャ） - テルネンゴ - ヴァルデォラーナ（モッソ） - ヴァルデンゴ - ヴァッランツェンゴ - ヴァッレ・サン・ニコラーオ - ヴェーリオ |

## 行政

### 分離集落
ピアットには、以下の分離集落（フラツィオーネ）がある。
Baraggi, Baraggia, Barazzetta, Bielmonte, Bonina, Borgonuovo, Bosco, Cascinetto, Chiesa, Commenda, Dama, Forno, Franchino, Fretta (sede comunale), Grangia, Lora, Malina, Ottino, Pandale, Paradosso, Pero, Prati, Quarello, Serralunga, Vietto